# Karl Sevelda

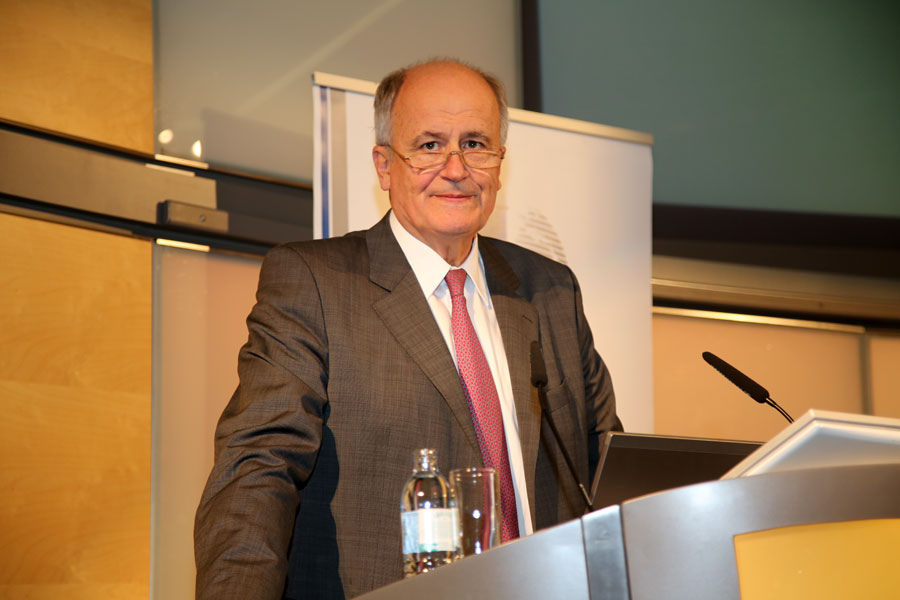
Karl Sevelda (2013)

Karl Sevelda (* 31. Jänner 1950) ist ein österreichischer Bankmanager. Er war von 2013 bis März 2017 Vorstandsvorsitzender der Raiffeisen Bank International.

## Ausbildung
Ab 1968 studierte Sevelda an der Wirtschaftsuniversität Wien. Er schloss das Studium 1973 als Magister der Sozial- und Wirtschaftswissenschaften ab.
In den darauffolgenden Jahren bis 1976 führte er freie Forschungstätigkeiten für das Bundesministerium für Wissenschaft und Forschung sowie das Bundesministerium für Handel, Gewerbe und Industrie – daneben war er Angestellter des Wirtschaftspolitischen Instituts.
1980 promovierte Sevelda zum Doktor der Sozial- und Wirtschaftswissenschaften.

## Beruflicher Werdegang
Von 1977 bis 1983 war Sevelda Referent für Kommerzkredite und Exportfinanzierungen im Creditanstalt-Bankverein, von 1983 bis 1985 war er wirtschaftspolitischer Leiter des Büros des Bundesministers für Handel, Gewerbe und Industrie, Norbert Steger. 1985 führten ihn Bankaufenthalte nach Großbritannien und in die Vereinigten Staaten. Nach seiner Rückkehr 1986 wechselte er abermals zum Creditanstalt-Bankenverein. Bis zur Privatisierung 1997 war er dort als Hauptabteilungsleiter für Exportfinanzierungen, als stellvertretender Leiter des Bereichs Finanzierungen, als Leiter des Bereichs Internationale Konzerne und Versicherungen sowie als Leiter des Bereichs Firmenkunden tätig.
1998 wechselte Sevelda zur Raiffeisen Zentralbank Österreich und war dort Mitglied des Vorstandes. Als dieses war er für die Geschäftsbereiche „Firmenkundengeschäft und Corporate“ sowie „Trade and Export Finance“ weltweit verantwortlich. Zwischen 2010 und 2013 war er stellvertretender Vorstandsvorsitzender der Raiffeisen Bank International. Nach dem Rücktritt von Herbert Stepic war Karl Sevelda ab 7. Juni 2013 Vorstandsvorsitzender der Raiffeisen Bank International. Seine Verträge gingen bis 2017. Im März 2017 folgte ihm Johann Strobl als Vorstandsvorsitzender der Raiffeisen Bank International nach.

## Privates
Sevelda ist zum zweiten Mal verheiratet, hat eine Tochter aus erster Ehe und ein Enkelkind. Er hat drei Geschwister, einer seiner beiden Brüder ist der Gynäkologe und Präsident der Österreichischen Krebshilfe, Paul Sevelda.
Politisch war er stets liberal eingestellt. Er war eines der Gründungsmitglieder des Liberalen Forums um Heide Schmidt und war neben seinem Bankenjob als Referent des „Landesforums Wien“ tätig. Heute sympathisiert Sevelda für die neugegründete Partei NEOS – Das Neue Österreich und Liberales Forum.
Vom 11. bis 14. Juni 2015 nahm er an der 63. Bilderberg-Konferenz in Telfs-Buchen in Österreich teil.